# GROOVER'S DIVE
『GROOVER'S DIVE』（グルーバーズ・ダイブ）は、2015年4月1日から2020年3月31日までZIP-FMで放送されていたラジオ番組である。2018年4月2日より、番組名を『Groover's Dive』に改題した。

## 概要
これまでZIP-FMで同時間帯に放送されていた「RADIO KICK」や「WOW!」同様に10代・20代を主なターゲットとした番組で、番組を担当している荒戸完にとっては初のラジオ・レギュラー番組である。
「WOW!」や「DIG IT! DIG IT!」（いずれも終了）および「J-BREAK」同様に、同局で流れていないジャニーズ事務所所属歌手やアイドルグループの曲がオンエアされる場合がある。

## 出演者

### ミュージックナビゲーター
- 荒戸完

## 放送時間
いずれもJST。
番組終了時点
- 毎週月曜 - 木曜 21:00 - 23:00（2016年4月 - 2020年3月）

過去
- 毎週月曜 - 木曜 21:00 - 24:00（2015年4月 - 2016年3月）
  - 「PEEPS!」の放送開始に伴い1時間短縮。

## サーフボードプログラム
- 21:35 - 21:50「HOT SHOT」
  - 月曜日 - MUSIC VIDEO PICK UP
  - 火曜日 - NEW RELEASE PICK UP
  - 水曜日 - ALBUM PICK UP
  - 木曜日 - FOCUS ON A PART

## ショートプログラム
- 月曜日「ミュージック大喜利」(2019年8月まではバスルームからこんばんは)
- 火曜日「ミュージック大喜利」(2019年8月までは腹筋しながらこんばんは)
- 水曜日「アラフォン」
- 木曜日 22:40 - 22:50「K-ON MASTER」